# Siemens-Güterbahn
| Siemens-Güterbahn                                                              | Siemens-Güterbahn    |
| ------------------------------------------------------------------------------ | -------------------- |
| Kesselwagenzug mit Rhenus-Lok 2 (III) im Übergabebahnhof Nonnendammallee, 1986 |                      |
| Spurweite:                                                                     | 1435 mm (Normalspur) |
|                                                                                |                      |

Die Siemens-Güterbahn war eine Werkbahn im Berliner Ortsteil Siemensstadt.

## Vorgeschichte
Gegen Ende des 19. Jahrhunderts sahen sich die großen Berliner Unternehmen der Metall- und Elektroindustrie gezwungen, aus Platzgründen ihre Produktionsstätten aus der Stadt heraus in das angrenzende Umland zu verlagern. Siemens & Halske wählte für ihr Kabelwerk einen neuen Standort nördlich der Spree auf Spandauer Gebiet. Die gewünschte Gleisverbindung zum Bahnhof Westend ließ sich aus Gründen, die in der Rivalität zwischen den damals eigenständigen Städten Charlottenburg und Spandau begründet lagen, nicht verwirklichen. Daher wurde für das am 1. August 1899 eröffnete Werk eine zwei Kilometer lange Trajektverbindung zu einem Gleis nahe der Schleuse Charlottenburg eingerichtet. Die eingesetzte Dampffähre konnte zwei 15 Tonnen schwere Güterwagen befördern, die auf dem Gelände des Kabelwerks von Pferden gezogen wurden.
Bereits 1892 war in der Ortslage Haselhorst durch den Reichsmilitärfiskus die Militäreisenbahn Spandau eröffnet worden, die vom Hamburger Bahnhof (seit 1998: Bahnhof Berlin-Stresow) zur Insel Eiswerder und zum Salzhof führte. Die Stadt Spandau ihrerseits plante aus kommunalen Interessen ab 1900 den Bau einer Strecke zum Nonnendamm (heute: Nonnendammallee), die als Güter- und Straßenbahn zugleich genutzt werden konnte. Mit Baubeginn des Wernerwerks im Jahr 1904 übernahm Siemens selbst die Federführung dieses Projekts.

## Geschichte und Beschreibung

### Die Anfänge 1906 bis 1918

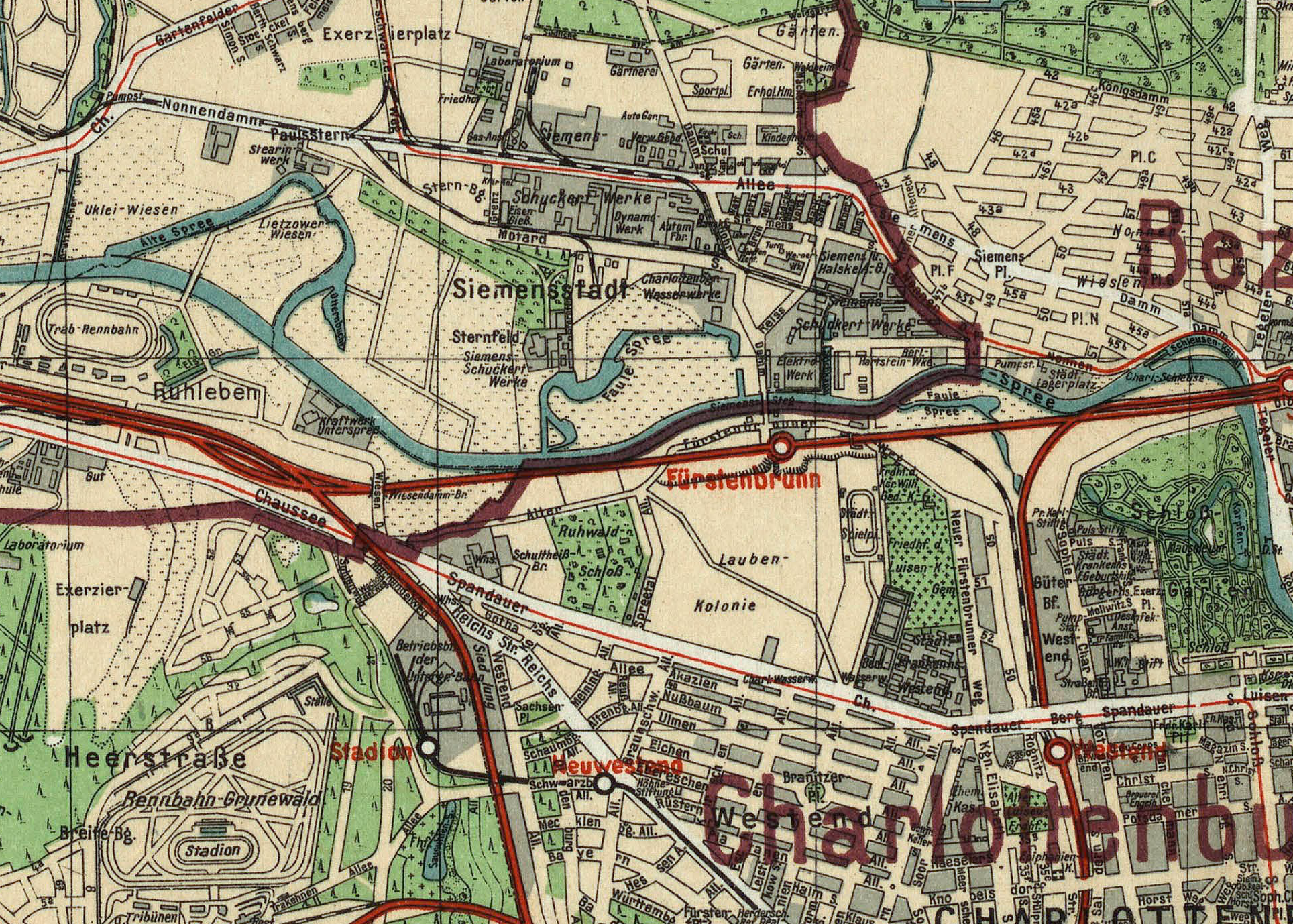
Plan von Siemensstadt mit Güterbahn (gestrichelt) und Straßenbahn (rot), links oben an der Pumpstation der Abzweig von der von West nach Nord verlaufenden Militärbahn, 1925

Im Jahr 1906 schloss Siemens mit dem Militärfiskus, dessen Bahn in nur 1,5 Kilometer Entfernung an den Fabrikhallen vorbeiführte, einen Vertrag über den „Bau und die Inbetriebnahme einer normalspurigen elektrischen Straßenbahn […]“. Diese sollte am westlichen Ende des Nonnendamms vom Gleis der Militärbahn abzweigen und am Schwarzen Weg (heute: Paulsternstraße) auch die dort gelegene Armeekonservenfabrik bedienen. Unter der Auflage, fünf für schwere Geschütze befahrbare Bahnübergänge einzurichten, erhielt Siemens & Halske die Genehmigung, den Exercierplatz Haselhorst zu durchfahren. Ein Kernpunkt der Vereinbarungen war die Priorität des Militärverkehrs vor den Zügen für Siemens. Die Verhandlungen mit der Stadtgemeinde Spandau bezüglich des gemeinsamen Betriebs von Straßen- und Güterbahn erwiesen sich als langwieriger. Erst im Herbst 1907 kamen sie zum Abschluss, wobei die Nutzung des Straßenlandes für den Zeitraum von 60 Jahren vereinbart wurde.
Die Bauarbeiten gingen anschließend zügig voran, bereits am 7. Februar 1908 erfolgte die Abnahme der Gleisanlagen durch die Staatsbahnverwaltung. Die Betriebsgenehmigungen für den Güter- und Straßenbahnverkehr erfolgten am 18. und 24. desselben Monats. Am 16. März 1908 wurde der Güterverkehr mit Lokomotiven der Staatsbahn von und nach „Spandau Anschluß Nonnendamm“ (so die Angabe des Bestimmungsorts in den Frachtbriefen) aufgenommen. Die Waggonzustellung besorgte zunächst eine Dampflok, vermutlich eine Preußische T 3, werksseitig kam eine 32 kW starke Akkulokomotive aus eigener Fertigung zum Einsatz. Sie trug die Fabriknummer 349, war 1907 von den Siemens-Schuckertwerken nach Harburg geliefert und 1908 von der Güterbahn zurückgekauft worden. Später wurde sie auf Oberleitungsbetrieb umgerüstet, was mit einer Leistungssteigerung auf 51,5 kW verbunden war. Die zweite, baugleiche Lok mit der Fabriknummer 212, die jedoch von Anfang an für den Oberleitungsbetrieb ausgerüstet war, folgte noch 1908. Zuvor kam die 1905 gebaute Maschine bei der Gesellschaft für Teer-Verwertung in Duisburg-Meiderich zum Einsatz. Zweimal täglich fanden Übergabefahrten zur Staatsbahn statt. In der Regel wurden die Güterwagen im Bahnhof Nonnendamm, gegebenenfalls aber auch auf den Aufstellgleisen der Militärbahn an der Pulverfabrik, übergeben. In den Nachtstunden wurde Vieh zur Armeekonservenfabrik transportiert.
Die Übergabezüge kamen vom Hamburger Bahnhof und überquerten auf dem Gleis der Militärbahn die Spree. Bei Kilometer 2,0 zweigte das Gleis der Siemens-Güterbahn ab und durchquerte auf rund einem Kilometer Länge den Exerzierplatz. Darauf folgte der zweigleisige Übergabebahnhof Nonnendamm, von dem das Gleis zu der am Schwarzen Weg (ab 1929: Paulsternstraße) gelegenen Konservenfabrik nach Norden führte. Das Gleis zum Siemensgelände teilte sich unmittelbar östlich des Bahnhofs in einen Zweig im Straßenplanum des Nonnendamms und einen zweiten entlang der Motardstraße (heute in diesem Bereich: Boltonstraße). Letzteres erschloss die östlich des Rohrdamms gelegenen Hallen von Süden her, das erstgenannte bog vor der Kreuzung mit dem Rohrdamm in die Werksanlagen ein.

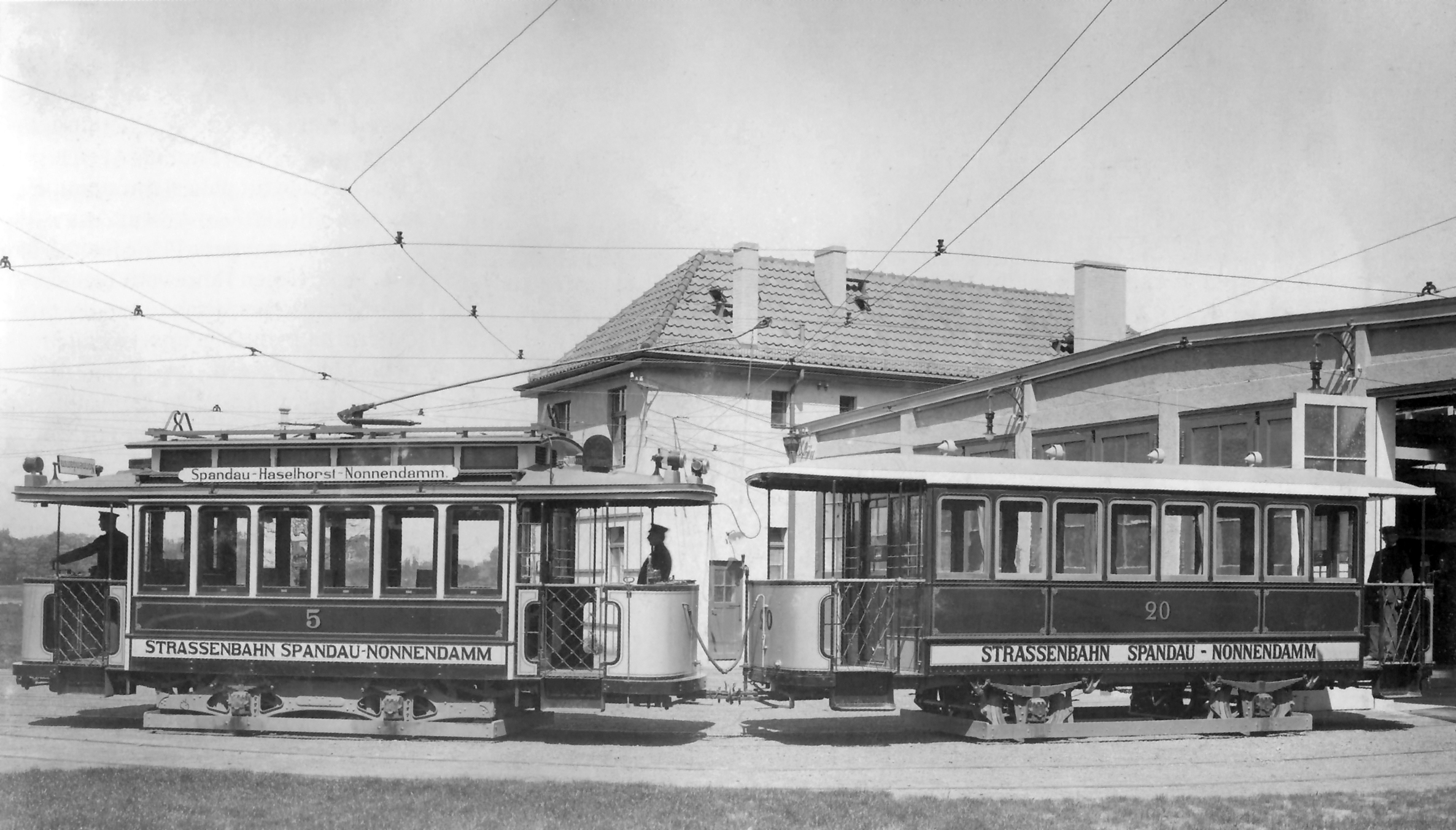
Trieb- und Beiwagen der Straßenbahn vor dem Betriebshof, um 1910

Die Straßenbahn nahm am 1. Oktober 1908 den Betrieb auf. Überwiegend eingleisig verlief sie auf etwa 5,2 Kilometer Länge von der Spandauer Altstadt über Haselhorst zur Siemensstadt (dieser Name für den Stadtteil wurde aber erst 1914 eingeführt). Rund 1,8 Kilometer gemeinsame Strecken mit der Güterbahn lagen im Nonnendamm und dem Schwarzen Weg. Wie die Güterbahn wurde sie mit 550 Volt Gleichspannung betrieben. Die jeweils sechs Trieb- und Beiwagen fanden vorerst in einer Bahnhalle am Rohrdamm Platz, wo Bahnmotoren hergestellt wurden. Bereits 1909 machte die Stadt Spandau von ihrem vertraglich vereinbarten Recht Gebrauch, die Straßenbahn in kommunalen Besitz überzuführen.

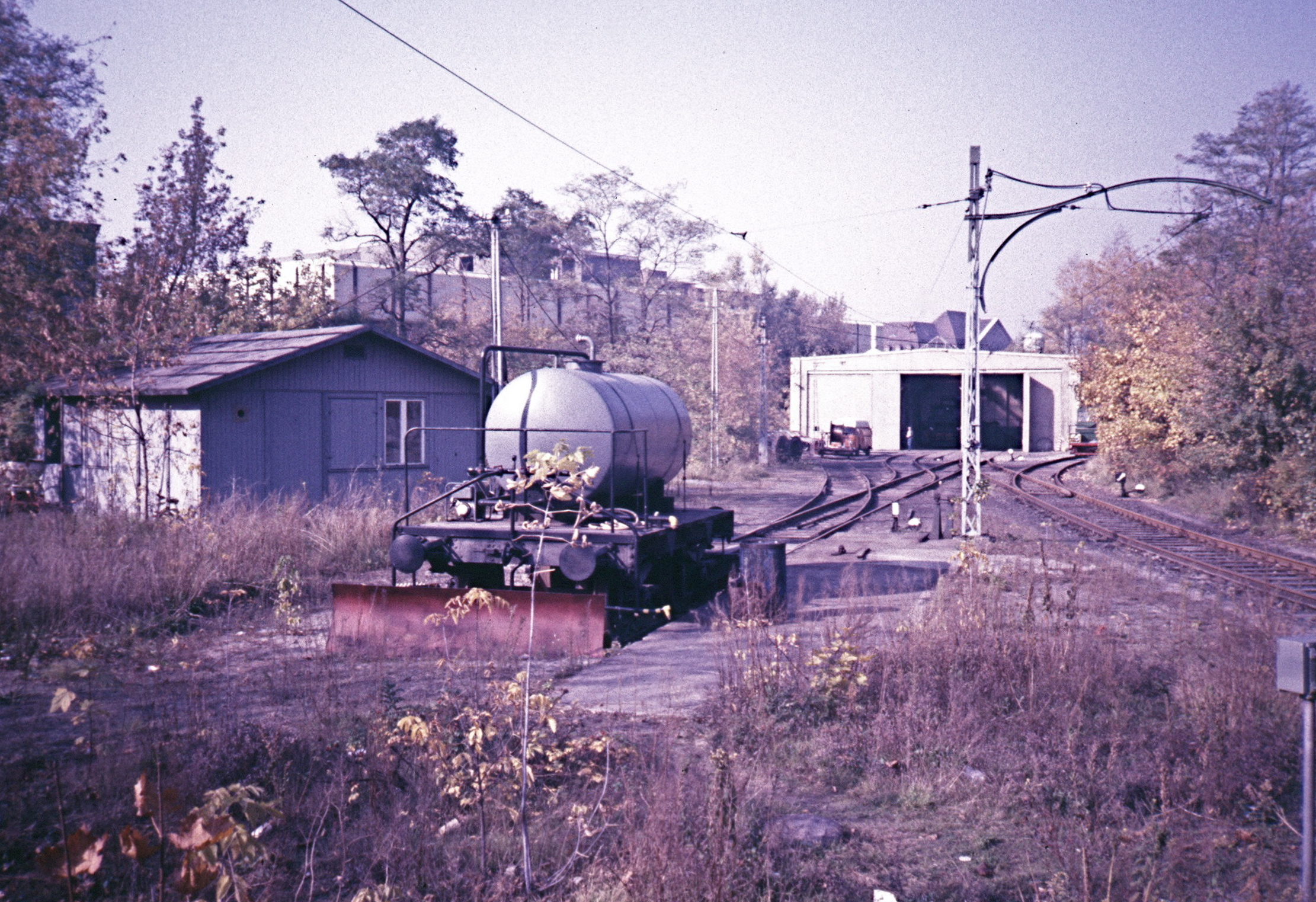
Betriebswerk am Rohrdamm, 1986

Die Notwendigkeit einer dritten Überführungsfahrt machte 1909 den Einsatz einer weiteren Lok (mit 118 kW) notwendig. Zudem erhielten das Dynamowerk 1910 und das Kabelwerk 1911 zwei baugleiche 32-kW-Akkuloks (vermutlich die späteren Loks 11 und 12), die zunächst nicht der Güterbahn, sondern diesen Werken gehörten. Der Bestand an bahneigenen Güterwagen stieg von anfangs sechs auf neun Stück im Jahr 1912.
Im Jahr 1912 gab das Kabelwerk seine Hallen an das Elektromotorenwerk ab und zog in die nahe Ortslage Gartenfeld um. Für die neue Strecke wurde als Lok 4 eine Maschine angeschafft, die Siemens 1908 für Versuchsfahrten auf der Strecke Seebach–Wettingen in der Schweiz geliefert hatte. Die 235 kW starke Lokomotive mit zwei Endführerständen kehrte nach Abschluss des Testprogramms zurück und wurde nach einem Umbau an die Güterbahn abgegeben. 1913 kam eine fünfte, 118 kW leistende Lok hinzu. Sie ersetzte die 1908 aus Meiderich übernommene Lok 1, die ihrerseits an die Kösliner Stadt- und Strandbahn verkauft wurde.
Nicht nur Waren und Rohmaterialien, beispielsweise auch Baustoffe für den Bau neuer Werke und sonstiger Gebäude wurden mit der Güterbahn befördert. 1914 waren gut 20.000 Menschen in der Siemensstadt beschäftigt, und mit Ausbruch des Ersten Weltkriegs steigerte sich das Transportaufkommen erheblich. Lazarettzüge verkehrten zum Militärkrankenhaus, das in einem Teil des Siemens-Verwaltungsgebäudes untergebracht war, die Zahl der Beschäftigten stieg während der Kriegsjahre auf mehr als das Doppelte an. Die Kapazität der eingleisigen Straßenbahnstrecke war erschöpft, sodass ein Richtungsbetrieb eingerichtet wurde. Zwischen der Gartenfelder Straße und dem Schwarzen Weg ging zwischen den Gütergleisen und der Fahrbahn ein Straßenbahngleis in Betrieb, das die ostwärts fahrenden Züge benutzten.
Die Überlastung der Güterstrecke führte bereits 1915 zu der Überlegung, eine eigene Anschlussbahn zum Güterbahnhof Ruhleben zu bauen. Unstimmigkeiten mit der Stadt Spandau bezüglich der vorgesehenen Gleisanlagen in der Nonnendammallee verhinderten jedoch deren rechtzeitige Realisierung. Als Folge des Friedensvertrags von Versailles wurden die fiskalischen Fabriken stillgelegt. Das Verkehrsaufkommen nahm somit rasch ab, die Ausbaupläne wurden obsolet.
Die Firma Motard hatte noch 1917 einen Gleisanschluss erhalten, das spätere Schaltwerk folgte. 

### 1918 bis 1945
Bis 1923 wurden, auf Kosten der Firma Siemens, die Anlagen von Güter- und Straßenbahn endgültig getrennt. Die Straßenbahnstrecke in der Gartenfelder Straße erhielt dabei ihr zweites Gleis. Die eingleisige Straßenbahnstrecke in der westlichen Nonnendammallee war seit dem 21. Februar 1923 nicht mehr befahren worden und wurde nach dem zweigleisigen Ausbau entbehrlich. Dass sich die beiden Verkehrsträger an Kreuzungspunkten weiterhin behinderten, ließ sich nicht vermeiden. Am 22. September 1924 kam es an der Kreuzung Nonnendammallee Ecke Gartenfelder Straße zu einem Unfall mit zwei Toten und mehreren Verletzten, als eine Übergabefahrt der Deutschen Reichsbahn einen Straßenbahn-Beiwagen aus den Gleisen hob. 1928 wurde beim zweigleisigen Ausbau der Straßenbahnstrecke an der Unfallstelle ein Stellwerk mit elektrischer Schrankenanlage eingerichtet.

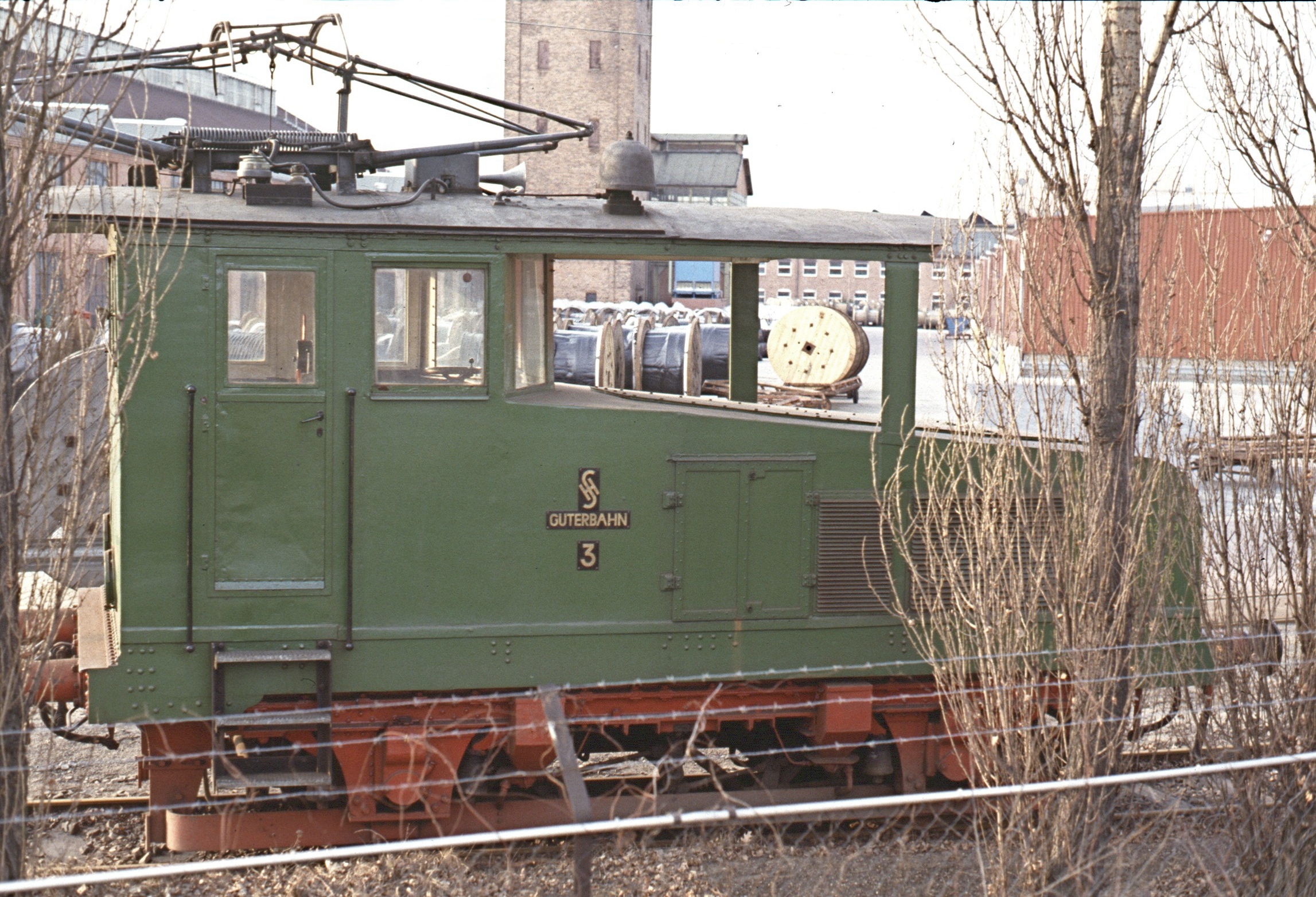
Lok 3 (halbe ehemalige Drehstrom-Versuchslokomotive), 1986

Nach dem Ausscheiden der 51,5 kW leistenden Loks erhielten die beiden 118 kW starken Maschinen in Zweitbesetzung die Betriebsnummern 1 und 2. Im Oktober 1922 kam als Lok 3 eine Maschine zur Güterbahn, bei der es sich um eine Hälfte einer vierachsigen Drehstrom-Versuchslokomotive der Studiengesellschaft für Elektrische Schnellbahnen handelte. Siemens rüstete diese Lok 1902 mit zwei Hochspannungsmotoren für 10 kV Drehstrom aus, um auf der Militärbahnstrecke Marienfelde–Zossen zu testen, ob man auf den schweren Transformator verzichten kann. Die Lok war für eine Geschwindigkeit von 120 km/h ausgelegt. Nach einer längeren Abstellzeit wurde die asymmetrische Lokhälfte 1922 für den Einsatz auf der Güterbahn umgebaut und erhielt im Austausch für seine Hochspannungsmotoren zwei in Reihe geschaltete Gleichstrommotoren mit einer gemeinsamen Leistung von rund 270 kW. 
1929 belief sich der Fahrzeugbestand der Bahn auf vier Oberleitungsloks, eine Akkulok und zwei Lokomotiven für Oberleitungs- und Akkubetrieb. Hinzu kamen 64 Eigentumswagen und drei Spezialwagen für schwere Lasten. Das Gleisnetz war 31 Kilometer lang, mit 150 Weichen und 32 Drehscheiben.
Zum künftigen Osram-Maschinenglaswerk wurde ein Gleis gelegt, das zunächst dem Transport des Baumaterials diente. 1926 nahm das Werk die Produktion auf, innerhalb des Werksgeländes wurde ein Rollbockbetrieb auf Meterspurgleisen durchgeführt.
Die Zahl der täglichen Übergaben stieg von drei im Jahr 1926 auf fünf im Jahr 1928 an. In jenem Jahr wurden rund 49.000 Wagen befördert, die zu gut 80 Prozent für die Siemens-Werke bestimmt waren. Über die Güterbahn liefen auch die Materialtransporte für die Siemensbahn, die 1929 eröffnete S-Bahn-Strecke von Jungfernheide nach Gartenfeld. Der Bahnhof Nonnendammallee wurde 1928 um drei auf fünf Gleise erweitert, wofür wegen nach wie vor gültiger Pläne Spandaus für eine große Ausfallstraße nur eine auf zehn Jahre befristete Genehmigung erteilt wurde.
Im Jahr 1931 waren bereits zwölf tägliche Übergaben zu verzeichnen, was zu zunehmenden Beeinträchtigungen des Straßenverkehrs führte. Das Material für den Bau des nahen Kraftwerks West wurde ebenfalls über die Güterbahn transportiert. Im Zuge dessen Errichtung entstand – mit veränderter Trassenführung – die bereits 1915 projektierte Anschlussbahn zum Güterbahnhof Ruhleben. Dabei teilten sich Siemens und die Berliner Kraft- und Licht-Aktiengesellschaft (Bekula) die Kosten für den Bau der rund zwei Kilometer langen Strecke über die Spree hinweg bis zur Nonnendammallee. Mit der Inbetriebnahme der neuen Verbindung am 1. März 1932 wurde der Anschluss zu den ehemaligen Militärgleisen unterbrochen. Zu Beginn des Zweiten Weltkriegs wurde sie wiederhergestellt, um im Fall von Zerstörungen durch Bomben eine weitere Spreequerung zur Verfügung zu haben.
Bereits Ende 1939 litt der Rangierbetrieb unter den angeordneten Verdunkelungsmaßnahmen, dem Mangel an Wagenmaterial und der Blockierung von Eisenbahnstrecken durch Militärtransporte. Ab 1943 erschwerten die sich häufenden alliierten Luftangriffe, unter denen besonders die Oberleitungen litten, den Betrieb. Nach jedem Angriff mussten die Strecken nach Blindgängern abgesucht werden. Lok 4 wurde im Februar 1944 durch eine Luftmine zerstört. In jenem Jahr betrug die Gleislänge einschließlich der Werksgleise 35,12 Kilometer, es gab sieben Lokomotiven und 23 Drehscheiben. Im Wernerwerk und im Dynamowerk lag jeweils eine sogenannte Deutschlandkurve.

### 1945–1988
Die Verheerungen des Zweiten Weltkriegs trafen die Güterbahn und die ehemalige Militärbahn stark. Deutsche Truppen sprengten in den letzten Kriegstagen beide Brücken über die Spree, damit war die Verbindung zur Staatsbahn unterbrochen. Sowjetische Truppen stellten die ebenfalls stark beschädigte S-Bahn-Strecke nach Gartenfeld wieder her und schufen am Endbahnhof über eine hölzerne Rampe eine Verbindung zur Güterbahn. Am 17. September wurde der Zugbetrieb erneut aufgenommen, am selben Tag auch der Verkehr zur Industrieanlagen GmbH (Inag) über die ehemalige Militärbahn (fortan: Inag-Bahn). Von 1946 bis 1948 wurde die Spreebrücke der Siemens-Güterbahn gehoben und instand gesetzt.

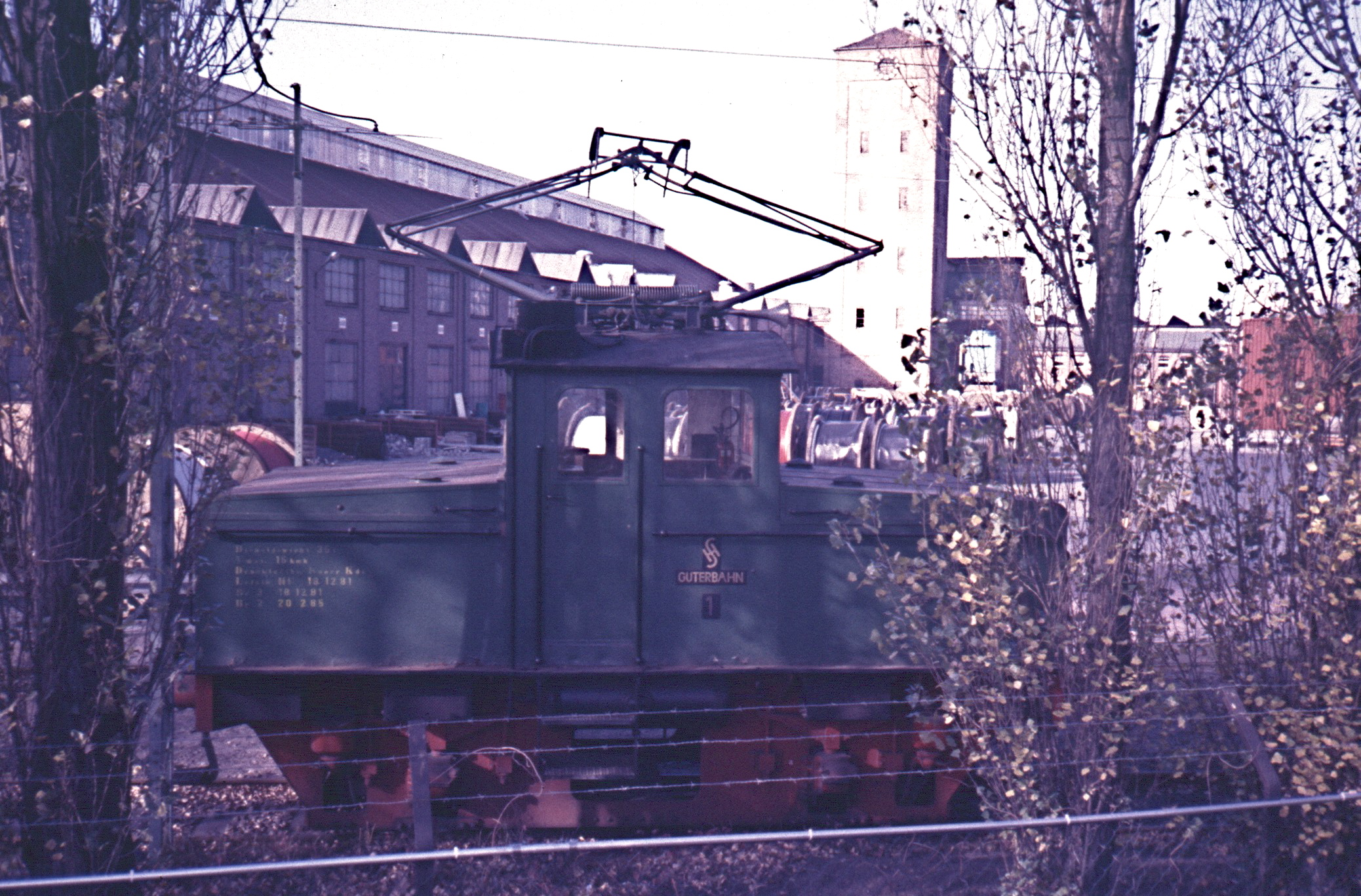
Lok 1 (ehemalige Lok 10), 1986

Die Lokomotiven 1 und 2 gelten als verschollen oder im Zweiten Weltkrieg zerstört. Drei Maschinen waren durch Bomben beschädigt, drei weitere wurden von dem sowjetischen Besatzern entnommen. 1946 stellte sich der Triebfahrzeugpark folgendermaßen dar:
- Lok 3: betriebsunfähig abgestellt (ab Ende 1947 instand gesetzt)
- Lok 10: Akku ausgebaut, fehlender Ballast durch Schienenschrott ersetzt
- Lok 11: ausgebrannter Fahrmotor mit Teilen von Lok 12 ersetzt (ab 1948 einzige Lok für Akku- und Oberleitungsbetrieb)
- Lok 12: Ende 1946 wieder fahrfähig (1948 Akku ausgebaut, fehlender Ballast durch Schienenschrott ersetzt)
- Kö 4371: ex Bahnhof Liebenwerda, infolge der Kriegswirren in Siemensstadt stehengeblieben, Einsätze auf der Güterbahn nicht belegt (im Juli 1948 von der Reichsbahn abgeholt)

Die 27 vorhandenen Eigentumswagen dienten hauptsächlich der Beförderung von Kohle. 1948 erhielten die Loks 11 und 12 von der Straßenbahn Frankfurt (Oder) neue Fahrmotoren des Typs D54S.

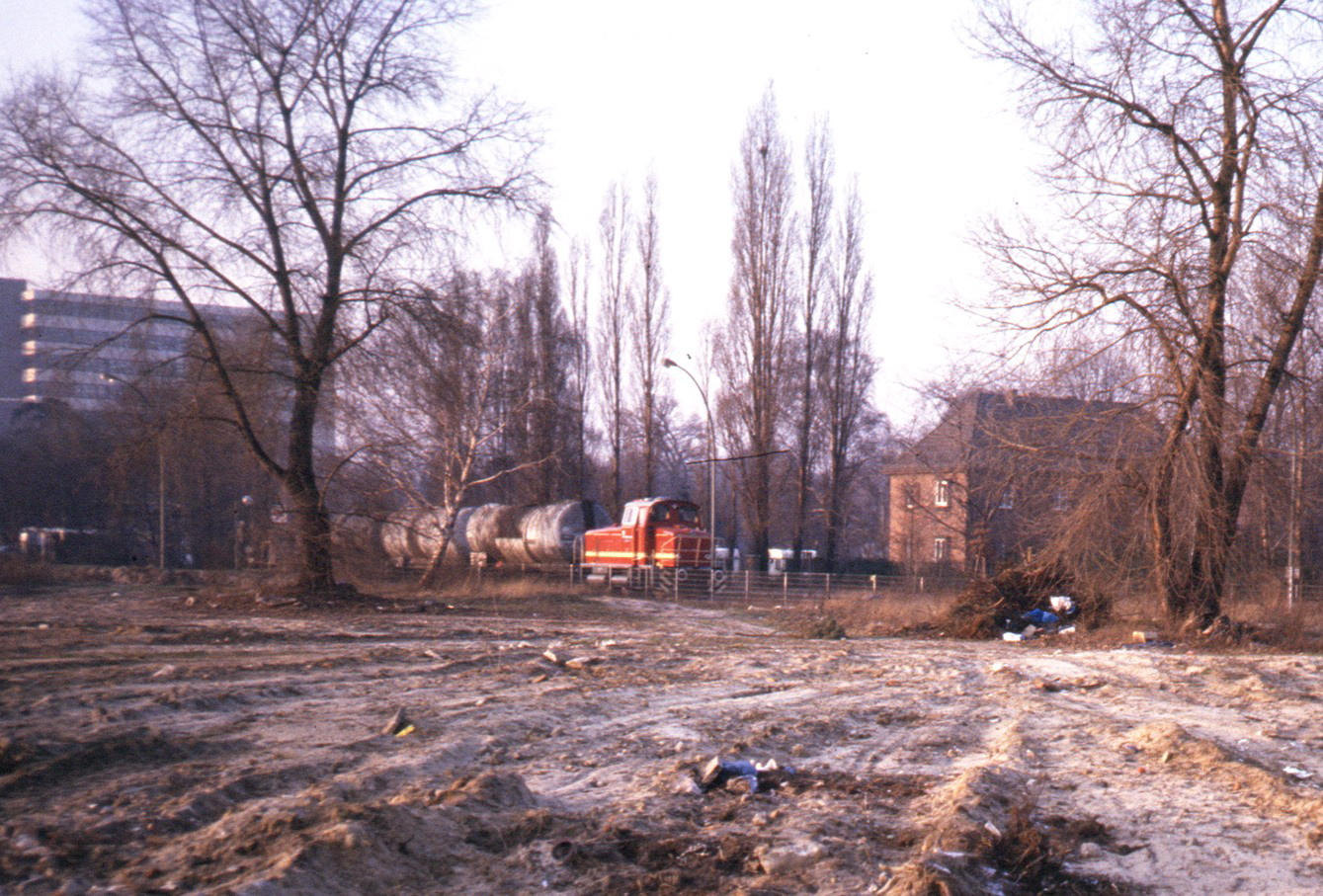
Aus der Daumstraße in die Nonnendammallee einfahrender WTAG-Zug, 1988

Der Betrieb der nicht elektrifizierten Inag-Bahn – bis zu sechs Fahrten täglich – wurde von Siemens zunächst mit den Akkulokomotiven abgewickelt. Eine für diesen Verkehr im September 1945 angemietete Henschel-Dampflokomotive kam möglicherweise nie zum Einsatz. 1946/1947 wurde der Betrieb mit einer O&K-Diesellok des Inag-Nebenanschließers Rhenania-Ossag durchgeführt, dann mit einer Diesellok der Reichsbahn und schließlich mit einer dreiachsigen Lok von Deutz. Pläne der Siemens-Güterbahn, eine eigene Diesellokomotive für den Betrieb auf den ehemaligen Militärgleisen zu erwerben oder aber jene zu elektrifizieren, endeten 1951 mit der Abgabe der Betriebsführung auf den Inag-Gleisen an die Westfälische Transport-Actien-Gesellschaft (WTAG). Damit endete der Akkumulatorenbetrieb, 1952 wurden auch bei Lok 11 die Batterien ausgebaut.
Im Jahr 1951 beförderten die Siemens-Lokomotiven 10.198 Wagen, davon entfielen 3.765 auf Nebenanschließer. In den Jahren 1954/1955 erhielt der Bahnhof Nonnendammallee ein drittes Gleis. Zwischen 1956 und 1958 schrumpfte die Gleislänge auf 28,15 Kilometer, mit 129 Weichen und 11 Drehscheiben. 1963 hatte die Bahn fünf Nebenanschließer: Inag, Motard, Osram, die Keramische Bedarfs-Gesellschaft und das 1962–1964 gebaute Wasserwerk Jungfernheide.

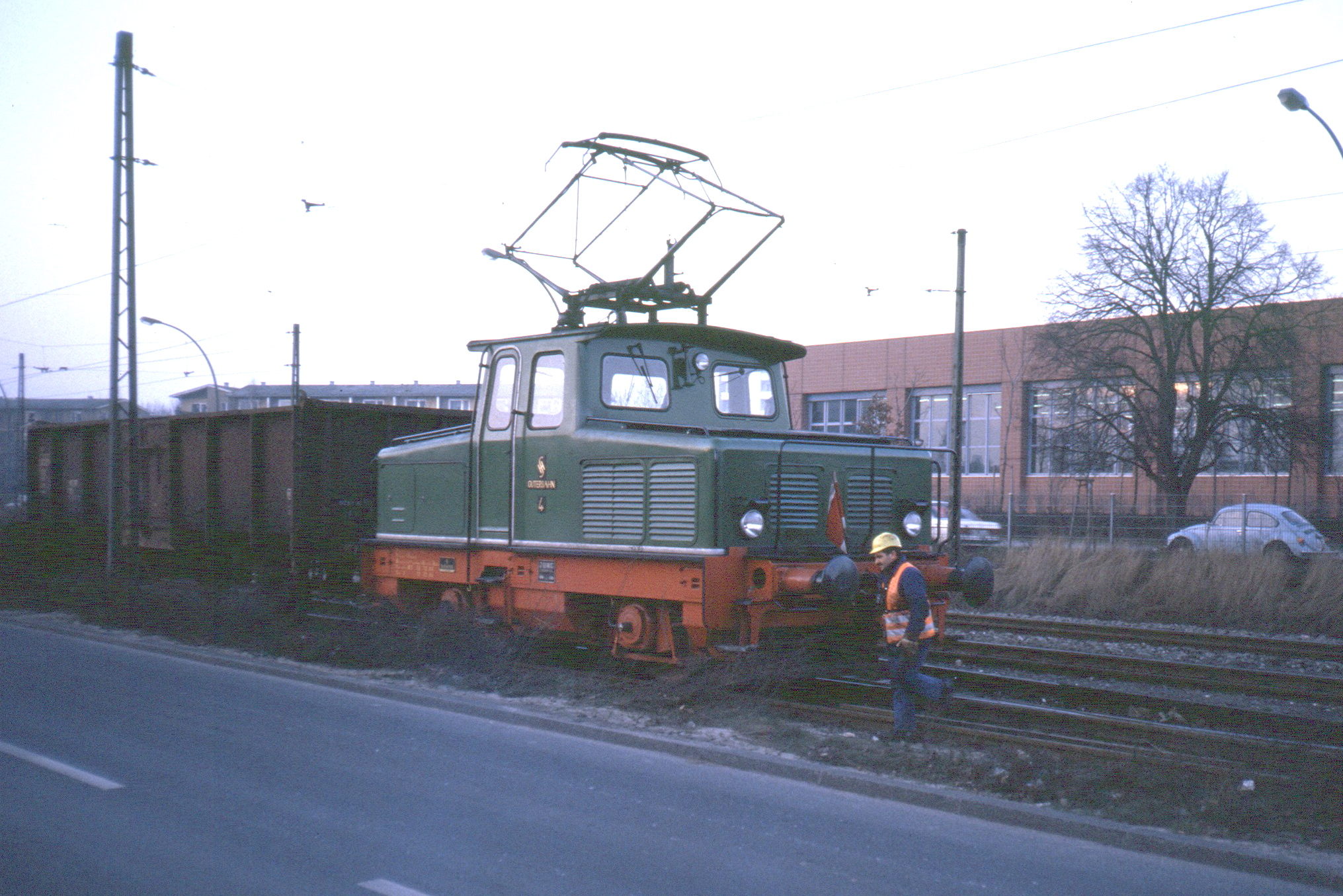
Lok 4 mit Thyristor-Impulssteuerung, 1988

Im Jahr 1958 wurden die Lok 10 in Nr. 1 und die 1956 gründlich überholte Lok 12 in Nr. 2 umgezeichnet, Lok 11 wurde 1959 an einen Schrotthändler verkauft. Im Dezember 1965 kam mit der Nr. 4 von Jung die erste fahrdrahtabhängige Lokomotive mit Thyristor-Impulssteuerung auf die Gleise der Siemens-Güterbahn. Wie bei allen Loks der Bahn war die Höchstgeschwindigkeit der 230 kW leistenden Maschine auf 15 km/h festgesetzt.
Im Geschäftsjahr 1962/1963 wurden von der Deutschen Reichsbahn 10.505, 1968/1969 nur noch 6.541 Wagen übergeben. Der Bahnhof Nonnendammallee wurde nun überwiegend für Tankzüge zum Brennstofflager am Salzhof genutzt. In den Jahren 1971/1972 wurden auf den wichtigsten Strecken die Gleise erneuert und Schienen mit den Profilen S54 und UIC60 installiert. Zugleich kam es zu größeren Rückbauten, die Fa. Motard und das Wasserwerk verzichteten auf ihre Gleisanschlüsse. Der innerbetriebliche Verkehr mit (1968/1969 noch 33 vorhandenen) eigenen Güterwagen wurde nach der Aufgabe des Elmohafens 1975 eingestellt. Die Gleisanlagen östlich der Gartenfelder Straße (Anschluss der Keramischen Bedarfs-Gesellschaft und 1972–1974 genutzte Versuchsstrecke für Linearmotoren) wurden 1977 aufgegeben. 1984 wurde die Zustellung von Güterwagen an das Bewag-Heizkraftwerk Reuter (ehemals: Kraftwerk West) aufgegeben, jene kamen fortan direkt vom Güterbahnhof Ruhleben.

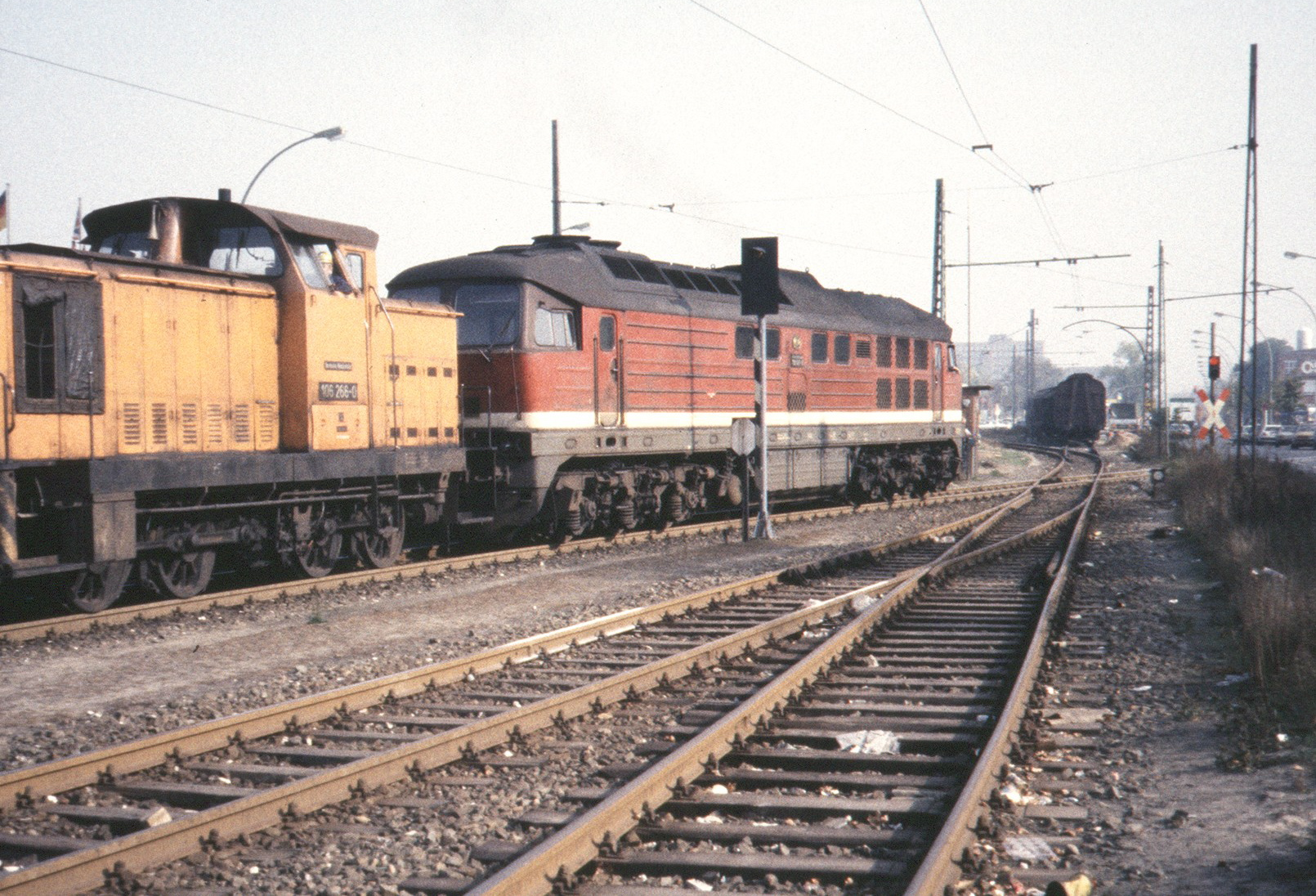
Diesellokomotiven der Deutschen Reichsbahn am Ostkopf des Bahnhofs Nonnendammallee, nach rechts das Gleis zum Güterbahnhof Ruhleben, 1986

Im Zuge des Baus der U-Bahn-Linie 7 wurde die Nonnendammallee neu gestaltet, das ca. 700 m lange Gleis zum Schaltwerk wurde von der Mitte der Straße auf das auf deren Nordseite liegende Siemens-Werksgelände verlegt. In den späten 1980er Jahren wurden etwa 20 % des gesamten Warenausgangs aller Berliner Siemens-Werke, davon 75 % vom Hausgerätewerk Gartenfeld, über die Güterbahn abgefahren. Die Durchführung des Betriebs zwischen dem Bahnhof Ruhleben und der Wagenübergabestelle an der Nonnendammallee oblag der Deutschen Reichsbahn.
Im Jahr 1987 betrug die Streckengleislänge der Güterbahn ca. 20 Kilometer, dazu kamen 85 Weichen, 11 Brücken und eine (nicht mehr betriebsfähige) Drehscheibe. Im Herbst 1988 übergab Siemens die Betriebsführung an die Rhenus AG, welche den elektrischen Betrieb beendete.

### Nach 1988

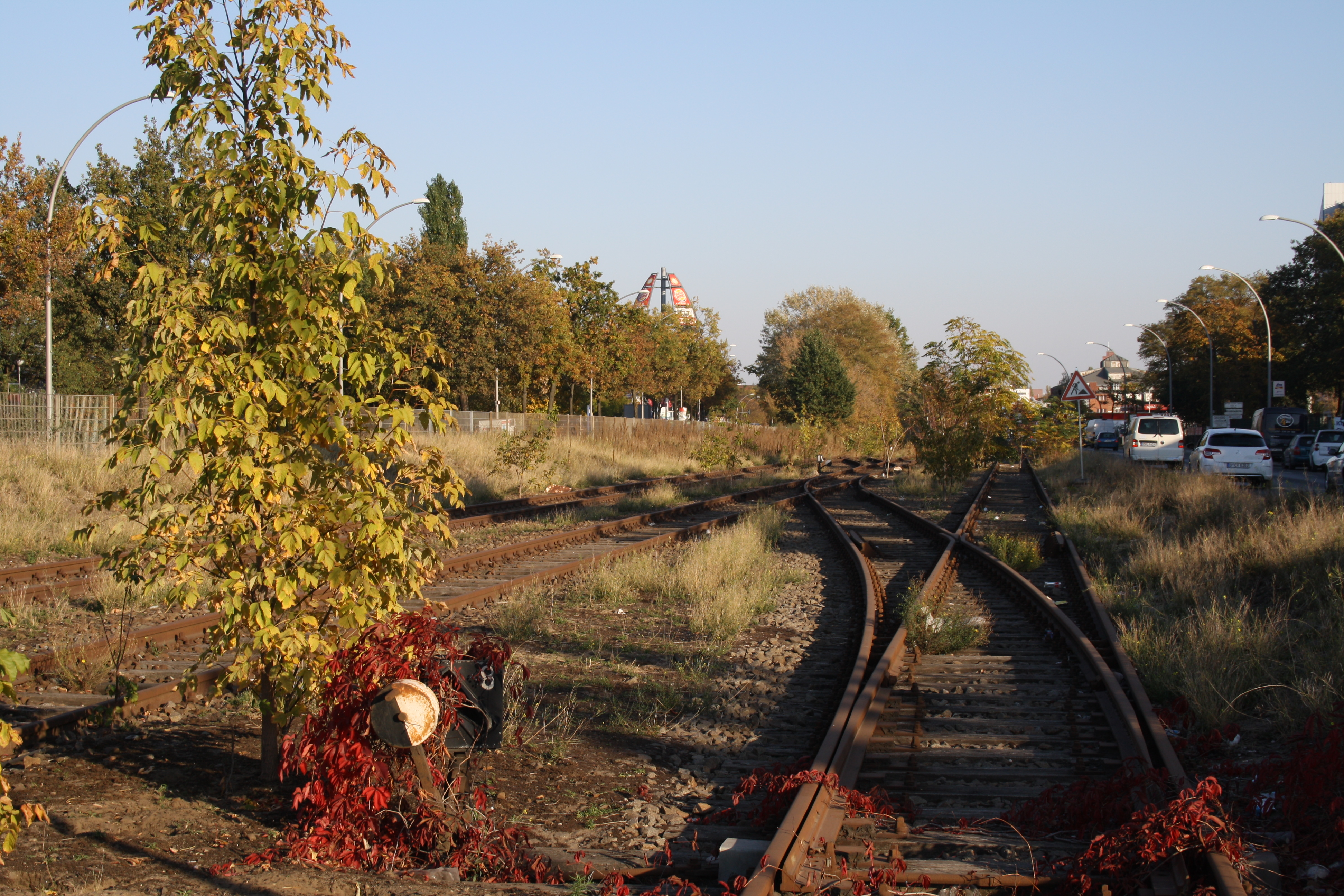
Gleise des brachliegenden Bahnhofs Nonnendammallee, 2018

Um die Jahrtausendwende stellte die Rhenus AG den Eisenbahnbetrieb auf der Güterbahn ein. Die Tanklager von Esso und Shell wurden bis 1996 abgerissen, auf dem Gelände am Salzhof entstand ab 1997 das Wohngebiet Wasserstadt Oberhavel. 2002 war der Bahnhof Nonnendammallee noch vom Bahnhof Ruhleben aus befahrbar, ebenso das Gleis von dort zum Tor des Siemenswerks in Gartenfeld. Das Gleis in Richtung Eiswerder war in jenem Jahr bereits abgebaut.
Im Jahr 2017 waren die Gleise weitgehend entfernt. Die Tanklager waren abgerissen und die Gartenfelder Werke geschlossen. Der dreigleisige Übergabebahnhof in der Mitte der Nonnendammallee liegt brach, existiert aber nach wie vor.